# Uthai Thani (provincie)
Uthai Thani is een Thaise provincie in het noorden van Thailand. In december 2002 had de provincie 336.176 inwoners, waarmee het de 66e provincie qua bevolking in Thailand is. Met een oppervlakte van 6730,2 km² is het de 30e provincie qua omvang in Thailand. De provincie ligt op ongeveer 219 kilometer van Bangkok. Uthai Thani grenst aan Nakhon Sawan, Chainat, Suphanburi, Kanchanaburi, Tak. Uthai Thani ligt niet aan zee.

## Provincie symbolen
|  | Het provinciale zegel toont [paviljoen] Wat Khao Sakae Krang. De provinciale vlag is horizontaal verdeeld in geel/groen met het provinciale zegel in het midden van de vlag. De provinciale boom is Azadirachta indica var. siamensis (Thai: สะเด sadaw). De provinciale bloem is Cochlospermum regium (Thai: สุพรรณิการ์ suphannika). |

## Klimaat
De gemiddelde jaartemperatuur is 28 graden.

## Politiek

### Bestuurlijke indeling
De provincie is onderverdeeld in 8 districten (Amphoe).
| Amphoe 1. Uthai Thani 2. Thap Than 3. Sawang Arom 4. Nong Chang 5. Nong Khayang 6. Ban Rai 7. Lan Sak 8. Huai Khot |

## Prestatie-index
United Nations Development Programme (UNDP) in Thailand heeft sinds 2003 voor subnationaal niveau een Index van de menselijke prestatie (Human Achievement Index - HAI) gepubliceerd op basis van acht belangrijke gebieden van de menselijke ontwikkeling. Provincie Uthai Thani neemt met een HAI-waarde van 0,6308 de 33e plaats in op de ranglijst. Tussen de waarden 0,6209 en 0,6342 is dit "gemiddeld".
| Hoofdgroep                    | Aantal graadmeters | Ranglijst |
| ----------------------------- | ------------------ | --------- |
| Volksgezondheid               | 7                  | 47e       |
| Onderwijs                     | 4                  | 57e       |
| Werkomstandigheden            | 4                  | 37e       |
| Huishoudelijk inkomen         | 4                  | 58e       |
| Huisvesting en leefomgeving   | 5                  | 25e       |
| Familie- en gemeenschapsleven | 6                  | 19e       |
| Transport en communicatie     | 6                  | 61e       |
| Deelname aan politiek, enz.   | 4                  | 8e        |